# Amiram Eini

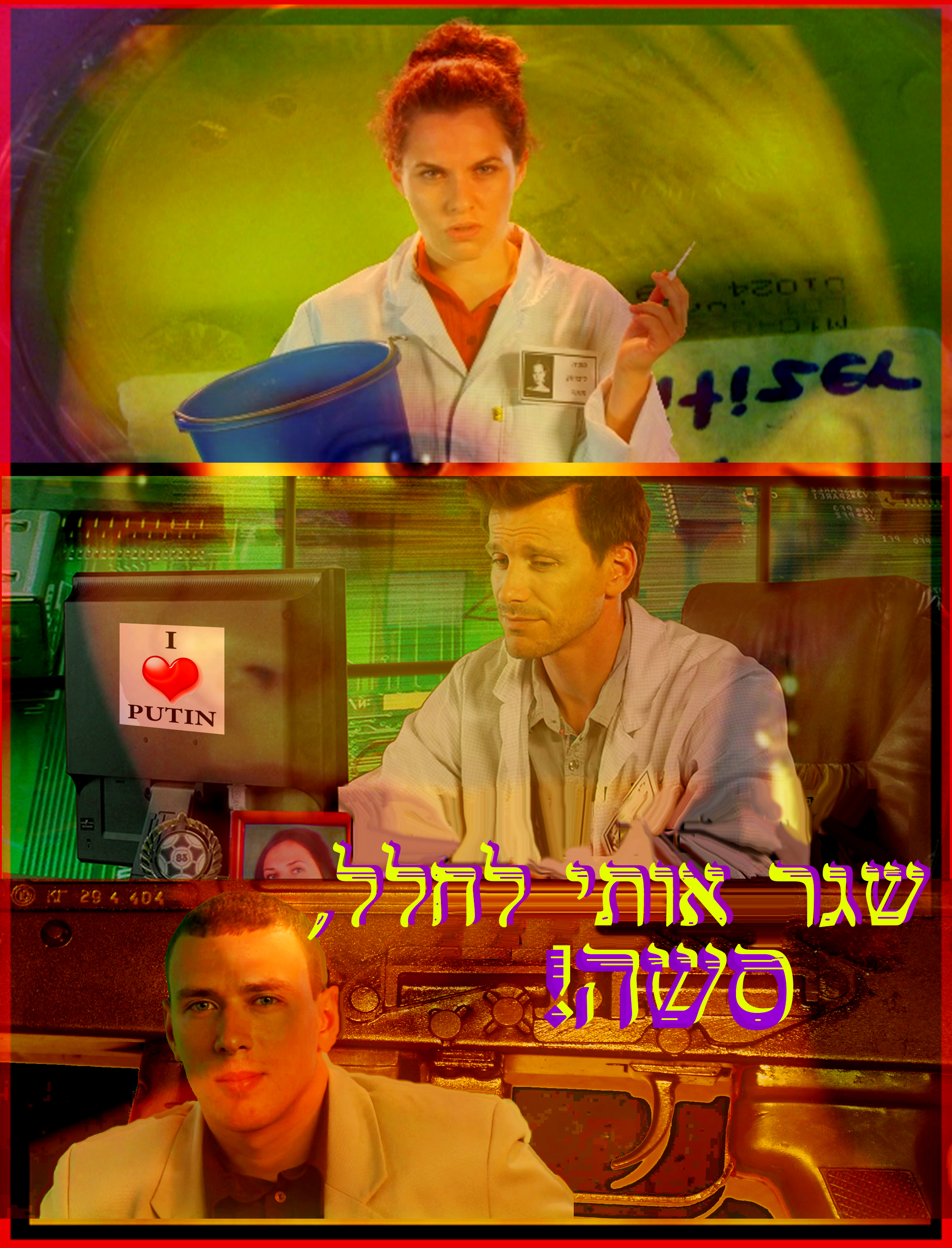
Amiram Eini (Bildmitte) im Film Beam me up, Sasha!

Amiram Eini (* 18. September 1973 in Norwegen) ist ein norwegisch-israelisches Model und Musiker.

## Biografie
Eini wurde in Norwegen als Sohn einer norwegischen Mutter und eines israelischen Vaters geboren. Im Alter von 20 Jahren zog er nach Israel und nach einem halben Jahr im Auftrag einer australischen Modelagentur nach Australien, wo er unter anderem in Werbespots für Coca-Cola, in Kampagnen für Versace und Armani und für eine Kollektion der Marke Wrangler auftrat. Danach studierte er Musik und Stimmbildung in Italien. 2005 gründete er die Band "Amiraminc", deren Leadsänger er ist. Die Band verbindet Rockmusik mit ethnischer irischer Musik. Er nahm das Lied "I Guess I Must Be Wrong" auf, in dem es um die Unterstützung von Flüchtlingen geht, die aus Afrika nach Israel kommen. Er spielte in mehreren TV-Serien mit und trat unter anderem in einer Folge der Serie Hatufim – In der Hand des Feindes auf. 2014 trat er in einer Folge der israelischen TV-Serie Amamyot auf. Daneben präsentierte er eine Ausstellung mit dem Titel „15 Sekunden“, die sich mit der „Operation Wolkensäule“ beschäftigt und der kurzen Zeit, die Bürgern bleibt, um zu einem Schutzraum zu rennen.
Eini hat mehrere Lieder geschrieben, wird als Singer-Songwriter beschrieben und unterrichtet Stimmentwicklung. In der israelischen Version von The Voice trat er ebenfalls auf. In der israelischen romantischen Science-Fiction-Komödie Beam me up, Sasha! von 2014 gehört er zu den Hauptdarstellern. In einem Interview  mit Jediot Achronot gibt er an, seine musikalische Karriere im Alter von 28 Jahren begonnen zu haben.